# Hendrik Kersken
Hendrik Kersken (ur. 6 stycznia 1880 w Bergen op Zoom, zm. 3 grudnia 1967 w Harlingen) – holenderski żeglarz, olimpijczyk, zdobywca srebrnego medalu w regatach na Letnich Igrzyskach Olimpijskich w 1928 roku w Amsterdamie.
Na Letnich Igrzyskach Olimpijskich 1928 zdobył srebro w żeglarskiej klasie 8 metrów. Załogę jachtu Hollandia tworzyli również Cornelis van Staveren, Gerard de Vries Lentsch, Johannes van Hoolwerff, Lambertus Doedes i Maarten de Wit.